# Tibor Lendvai
Tibor Lendvai (* 1. Februar 1940 in Budapest; † 27. Juli 2023) war ein ungarischer Radrennfahrer und nationaler Meister im Radsport.

## Sportliche Laufbahn
Bei den Olympischen Sommerspielen 1968 in Mexiko-Stadt startete er im 1000-Meter-Zeitfahren und belegte beim Sieg von Pierre Trentin den 17. Platz, wobei er einen neuen Landesrekord aufstellte. Das Tandemrennen bestritt er mit András Baranyecz (beide belegten den 9. Platz).
1968 wurde er ungarischer Meister im 1000-Meter-Zeitfahren und im Tandemrennen, 1969 in der Mannschaftsverfolgung, 1971 gewann er die Meisterschaft im Sprint. Er startete für den Verein Vasas SC.